# SIM-Drive
株式会社SIM-Drive（株式会社シムドライブ）は、東京都板橋区にかつて存在した自動車メーカー。

## 概要
電気自動車、特にインホイールモーターを利用した自動車の研究および開発に特化した企業。
基本的には慶應義塾大学環境情報学部教授でもあった創業者の清水浩が開発したインホイールモーター及びコンポーネントビルドイン式フレームをベースに、複数の企業が参加した形で先行開発車を開発した上で、開発に参加した企業から得られる参加費、並びに得られた技術を外部の企業に有償供与することで利益を得るビジネスモデルを取っている。SIM-WILでは34社が開発に参加、民間企業だけでなく自動車産業の集積がある岡山県も地元企業と共同で参加している。
SIM-Driveという名称は、元々は創業者の清水にちなみ「Shimizu In-wheel Motor-Drive」の略とされたが、後に「Supreme Innovative Machine-Drive」の略と改められた。
2013年3月には創業者の清水が社長を退き、後任に田嶋伸博が就任した。清水は取締役として残りインホイールモーターの研究に専念するとされたが、後に退社して同年9月に別会社（株式会社e-Gle）を立ち上げている。
2014年5月に本社オフィスを神奈川県川崎市から東京都板橋区に移転。
2015年3月16日、新たな電気自動車開発拠点として静岡県袋井市に「SIM-Drive Fukuroi R＆Dセンター」を開設。
2017年6月26日付で解散。残存事業は同年9月に田嶋が代表を務めるタジマモーターコーポレーションに吸収され、同社の「SIM-Drive事業部」となった。

## 開発車種
SIM-LEI
2011年5月に発表した先行開発1号車。1回の充電で333kmの走行が可能としている。開発にはいすゞ自動車・三菱自動車工業など34の事業体が参加した。
SIM-WIL
2012年3月に発表した先行開発2号車。1充電での走行距離が351kmとわずかながら向上した。当初はインホイールモーター型以外に、既存のガソリン車を電気自動車に改造するコンバートEVも開発するとしていた。プジョー・シトロエン・グループやクラレなど34の事業体が参加した。2014年に量産化予定。
SIM-CEL
2011年9月に開発開始を発表した先行開発3号車。スマートハウス、スマートシティなどとの連携を意識して開発されており、積水ハウス、三井不動産などの住宅関連企業が初めて参加。そのほかデンソー、ダッソー・システムズ、などが26社が参画している。2013年3月27日に完成を発表した。SIM-CELに搭載されるリチウムイオン二次電池の電池容量は日産・リーフの1.23倍にあたる29.6kwh。充電方式は、CHAdeMO方式。満充電時での走行距離は324km。走行エネルギー消費量は、EVとしては世界最良級の91.2wh/km。2015年ごろの量産化を想定しているモデルである。
SIM-HAL
2013年3月27日に事業開始を発表された先行開発4号車。94社が開発に参加。マレーシア政府系企業のArcaコーポレーションが参加を表明している。2014年4月1日に完成を発表した。インホイールモーターとコンポーネントビルトイン式フレームの組み合わせに加えて、今回は4輪独立制御を新たに採用。。満充電時での走行距離は404km。また、新開発のモータSS(SIM Super)投入により、35%軽量化、重量当たりのトルクをこれまでよりも少ない63%の電流密度で、1.5倍に上げた。また、モータの損失は20%減少を実現した 。